# Dortherhoek
Dortherhoek is een buurtschap die bij het dorp Bathmen in de Nederlandse provincie Overijssel behoort. Tot de herindeling was Bathmen een zelfstandige gemeente, sinds 1 januari 2005 is het opgegaan in de gemeente Deventer.
Stad: Deventer      Dorpen: Bathmen · Colmschate · Diepenveen · Lettele · Okkenbroek · Schalkhaar

Buurtschappen: Apenhuizen · De Bannink · Dortherhoek · Averlo en Frieswijk · Linde · Loo · Molenbelt · Oude Molen · Oxe · Pieriksmars · Rande · Snipperling · Tjoene · 
Zuidloo

Overijssel · Steden en dorpen      Nederland · Provincies · Gemeenten